# Владо Таневски
Владо Таневски (на македонска литературна норма: Владо Танески) е журналист и сериен убиец от Република Македония.

## Биография
Роден е в 1952 година в Кичево. В 1990 година баща му се самоубива. Над 20 години Таневски работи като журналист. Работи като кореспондент на „Утрински вестник“. През юни 2008 година Таневски е арестуван от полицията по подозрения, че е убил две жени. Полицията го заподозира, след като в печата излизат негови статии за убийствата на жените, които включват подробности, които полицията не е оповестила публично. Полицията възнамерява да разпита Таневски за изчезването и на трета жена в 2003 година. Жертвите са от Кичево и са на възраст между 56 и 78 години. Всички жени са бедни, необразовани, чистачки и са познати на майката на Таневски. Таневски е задържан на 22 юни 2008 година и след ДНК тест е доказано, че негово ДНК е намерено по телата на жертвите. Полицията планира да обвини Таневски и в трето убийство. На следващия ден той е намерен мъртъв в килията си в Тетово, удавил се в кофа с вода. Полицията официално заявява, че е очевидно самоубийство.